# Hold-up sur pellicule
Hold-up sur pellicule est le dixième histoire de la série Benoît Brisefer de Thierry Culliford et Pascal Garray (c'est aussi le nom du huitième album de la série, qui reprend cette histoire). Elle est publiée pour la première fois en album en 1993 soit 15 ans après l'histoire précédente.

## Résumé
Les studios Mondiafilm projettent de réaliser un film sur la vie de Lady d'Olphine et engagent Madame Adolphine pour tenir le rôle principal. Celle-ci se rend sur les lieux du tournage, accompagnée de Benoît Brisefer. 
Il s'avère que l'une des scènes du film se déroulera dans une véritable salle des coffres, dont la chambre forte est remplie de lingots d'or.Trois bandits l'apprennent et projettent de voler les lingots en profitant du désordre occasionné par le tournage.  
Malheureusement pour eux, la trop grande gentillesse de Madame Adolphine rend celle-ci incapable de jouer correctement le rôle de Lady d'Olphine, ce qui remet en cause la suite du tournage. 
Afin de permettre au film de continuer, et de couvrir leur larcin, les bandits se rendent à l'atelier de Serge Vladlavodka. Ils réactivent Lady d'Olphine, avec le projet de faire l'échange avec la vraie Madame Adolphine. En effet, qui d'autre que Lady d'Olphine peut mieux jouer le rôle de Lady d'Olphine ?

## Personnages principaux
- Benoît Brisefer
- Madame Adolphine
- Lady d'Olphine